# John Barth
John Simmons Barth (Cambridge, 27 de maio de 1930 – 2 de abril de 2024) foi um escritor norte-americano que ficou mais conhecido por sua ficção pós-modernista e metaficcional. Seus trabalhos mais conceituados e influentes foram publicados na década de 1960, e incluem The Sot-Weed Factor, uma releitura satírica da história colonial de Maryland, e Lost in the Funhouse, uma coleção autorreferencial e experimental de contos. Embora o trabalho de Barth tenha sido controverso entre críticos e leitores, ele recebeu o National Book Award em 1973 por seu romance Chimera, um prêmio que pode ter sido principalmente para a realização da vida. Apesar da influência de Barth na literatura pós-moderna na América, sua influência e publicidade diminuíram desde que seus romances foram publicados.

## Morte
Barth morreu em 2 de abril de 2024, aos 93 anos.

## Publicações

### Ficção
- The Floating Opera (1956)
- The End of the Road (1958)
- The Sot-Weed Factor (1960)
- Giles Goat-Boy|Giles Goat-Boy, or, The Revised New Syllabus (1966)
- Lost in the Funhouse: Fiction for Print, Tape, Live Voice (histórias) (1968)
- Chimera (três novelas ligadas) (1972)
- LETTERS (1979)
- Sabbatical: A Romance (1982)
- The Tidewater Tales (1987)
- The Last Voyage of Somebody the Sailor (1991)
- Once Upon a Time: A Floating Opera (romance com memórias) (1994)
- On with the Story (stories) (1996)
- Coming Soon!!!: A Narrative (2001)
- The Book of Ten Nights and a Night: Eleven Stories (2004)
- Where Three Roads Meet (três novelas ligadas) (2005)
- The Development: Nine Stories (2008)
- Every Third Thought: A Novel in Five Seasons (2011)
- Collected Stories (2015)

### Não ficção
- The Friday Book (1984)
- Further Fridays (1995)
- Final Fridays (2012)